# Xtort
Xtort è il decimo album dei KMFDM, pubblicato nel 1996.

## Tracce
1. "Power" (Sascha Konietzko/Günter Schulz) – 5:26
2. "Apathy" (Konietzko/Schulz) – 3:11
3. "Rules" (Chris Connelly/Mark Durante/Konietzko/Schulz) – 4:07
4. "Craze" (Connelly/Konietzko/Schulz) – 3:34
5. "Dogma" (Nicole Blackman/Konietzko/Schulz) – 4:06
6. "Inane" (Konietzko/Schulz) – 5:30
7. "Blame" (Connelly/Konietzko/Schulz) – 4:06
8. "Son of a Gun" (Konietzko/Schulz) – 4:23
9. "Ikons" (Connelly/F. M. Einheit/Konietzko/Schulz) – 4:12
10. "Wrath" (Konietzko/Schulz) – 10:09

## Formazione
- Sascha Konietzko – voce, tastiere (1-10)
- Günter Schulz – chitarra (1-10)
- Chris Connelly – voce (3, 4, 7, 9)
- Bill Rieflin – batteria (5-10)
- Mark Durante – chitarra (2, 3, 6)
- Cheryl Wilson – voce (1, 3, 6)
- Jennifer Ginsberg – voce (7)
- Dorona Alberti – voce (4, 8, 9)
- Nicole Blackman – voce (5)
- F. M. Einheit – frullare, colpire, e rompere delle cose (5), sedie di prato, la maceria, dondola, e la terra (9)
- Jr Blackmail – narrazione (10)
- En Esch – percussioni (10)
- Chris Shepard
- Jon Van Eaton – noise (10)